# Yoshiyuki Morisaki
Yoshiyuki Morisaki (jap. 森崎 嘉之, Morisaki Yoshiyuki; * 20. April 1976 in der Präfektur Tokio) ist ein ehemaliger japanischer Fußballspieler.

## Karriere
Morisaki erlernte das Fußballspielen in der Schulmannschaft der Funabashi High School. Seinen ersten Vertrag unterschrieb er 1995 bei JEF United Ichihara. Der Verein spielte in der höchsten Liga des Landes, der J1 League. 1997 wechselte er zum Zweitligisten Mito Hollyhock. Für den Verein absolvierte er fünf Spiele. Im September 1997 wechselte er zu Yokogawa Electric. Ende 1999 beendete er seine Karriere als Fußballspieler.